# Saser Kangri
El Saser Kangri (o Sasir Kangri) es la montaña más alta de las Saser Muztagh, la parte más oriental de la cordillera del Karakórum. El Saser Kangri se ubica dentro de Ladakh al norte de la India.

## Macizo del Saser Kangri
El macizo de la montaña consta de cinco picos principales:
| Saser Kangri I            | de 7.672m  | lugar 35, prominencia 2,304 m 34°52′00″N 77°45′09″E / 34.86667, 77.75250 |
| Saser Kangri II Oriente   | de 7.518 m | lugar 49, prominencia 1,450 m 34°48′15″N 77°48′18″E / 34.80417, 77.80500 |
| Saser Kangri II Occidente | de 7.500 m |                                                                          |
| Saser Kangri III          | de 7.495 m | lugar 51, prominencia 850 m 34°50′44″N 77°47′06″E / 34.84556, 77.78500   |
| Saser Kangri IV           | de 7.416 m |                                                                          |

El macizo se localiza hacia el extremo noroeste del Saser Muztagh, y a la cabecera del glaciar Shukpa Kunchang Norte, un glaciar importante que drena las laderas orientales del grupo. Los glaciares Sakang y Pukpoche se adentran al lado occidental del grupo y desembocan hacia el Río Nubra.

## Historial de ascensos
Los primeros intentos de exploración y escalada al Saser Kangri se abordaron por el lado occidental, desde el valle de Nubra, que es más bajo, más poblado, y por lo tanto más fácilmente accesible que la parte oriental, que está frente a la meseta del Tíbet. Las primeras exploraciones europeas incluyeron una visita, en 1909, del famoso explorador inglés Tom George Longstaff, junto con Arthur Neve y A. M. Slingsby. Sin embargo, llegar a ellas sin lograr subir, tras más intentos de varios grupos en el lado occidental durante el período 1922-70, puso de manifiesto que la parte occidental era sorprendentemente difícil.
En 1973, finalmente, tuvo éxito en la primera ascensión del pico una expedición de los miembros de la Policía Fronteriza Indo-Tibetana, por una ruta muy diferente. Se acercaron a la cima desde el sureste, a través de la parte superior del Valle Shyok y el norte del glaciar Shukpa Kunchan, un viaje largo y difícil. Sólo en 1987 algunos alpinistas lograron ascender este pico desde el lado occidental: un equipo indo-británico subió con éxito al pico en conjunto con la primera ascensión del Saser Kangri IV.
El Saser Kangri II Occidente fue escalado por primera vez en 1984 por un equipo indo-japonés, quienes en ese entonces, creían que el pico era más alto que el Saser Kangri II Oriente, y solo posteriormente se determinó que el pico era más bajo que el Saser Kangri II Occidente. El Saser Kangri II Oriente fue escalado por primera vez por Mark Richey, Steve Swenson y Freddier Wilkinson el 24 de agosto de 2011. Hasta ese entonces, era la segunda montaña más alta sin haber sido escalada, después del Gangkhar Puensum.
El Saser Kangri III fue escalado por primera vez en 1986 por una expedición de la Policía Fronteriza Indo-Tibetana quienes se aproximaron por el oriente. El equipo a la cumbre estaba formado por los escaladores: Budhiman, Neema Dorjee, Sher Singh, Tajwer Singh, Phurba Sherpa y Chhewang Somanla.